# Martha Bißmann

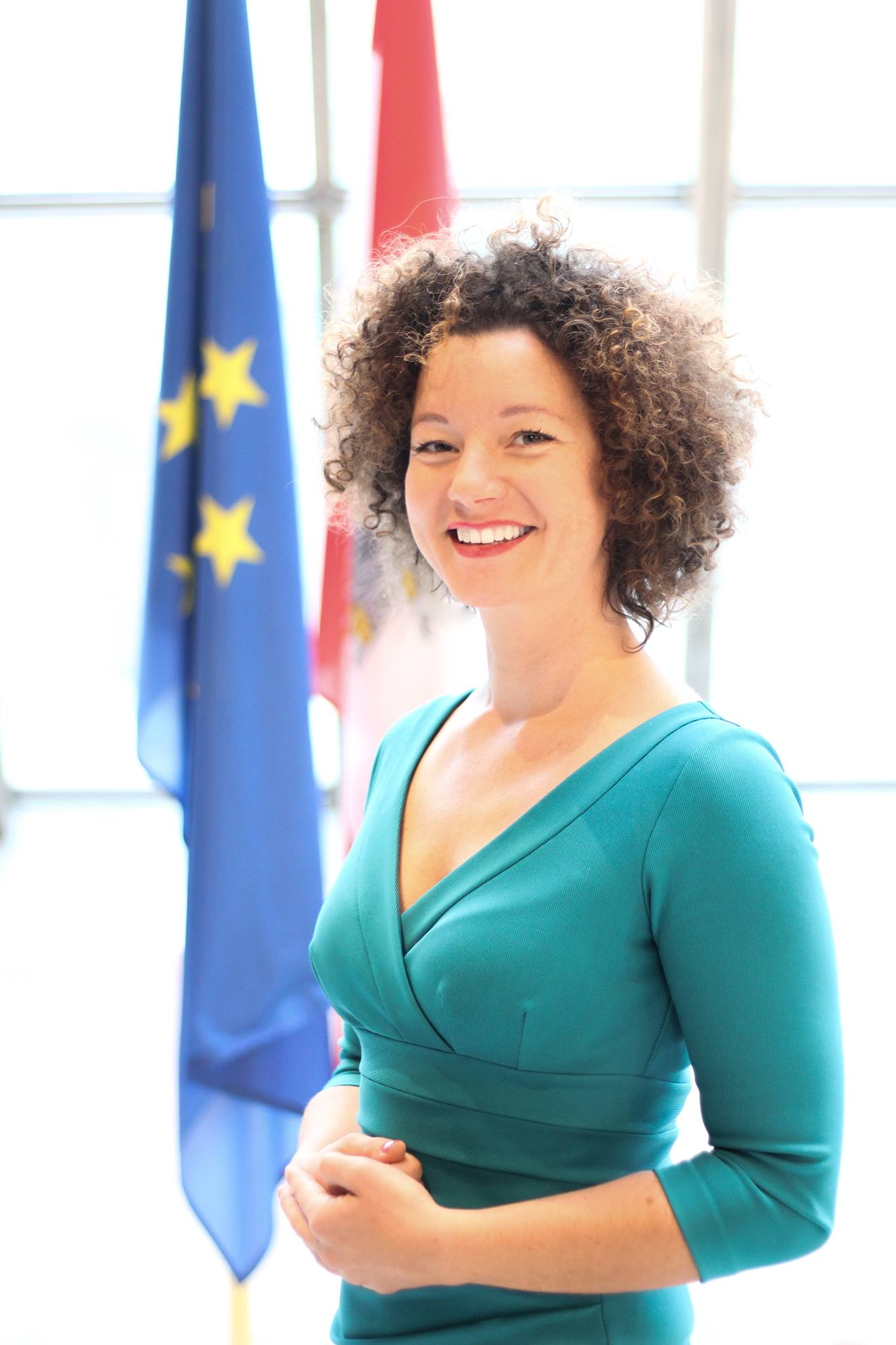
Martha Bißmann (2017)

Martha Bißmann (* 23. März 1980 in Graz, Steiermark) ist eine österreichische Projektmanagerin und Politikerin (parteilos, früher Liste Pilz). Vom 9. November 2017 bis zum 22. Oktober 2019 war sie Abgeordnete zum österreichischen Nationalrat.

## Leben
Bißmann wurde als das achte von neun Kindern geboren. Sie studierte an der FH Burgenland Energie- und Umweltmanagement und schloss 2006 mit dem Dipl.-Ing. (FH) ab. Während ihres Studiums veranstaltete sie Clubbing Events mit politischem Rahmenprogramm und engagierte sich in der lokalen Kulturszene. Von 2003 bis 2005 war sie Vorstandsmitglied der Grünen Akademie Steiermark.
Nach dem Studium übersiedelte sie nach München und war von 2007 bis 2017 in den Bereichen Klimaschutz und erneuerbare Energie tätig, insbesondere für EU-geförderte Kampagnen und Großprojekte. 2016 begann sie ein PhD-Studium in Internationalen Wirtschaftsbeziehungen. Ihre Abschlussarbeit ist Bürgerbeteiligungsprozessen und Alternativfinanzierung beim Wiederaufbau in Syrien gewidmet. Anfang 2016 war sie als Wahlkampfmanagerin im Präsidentschaftswahlkampf von Irmgard Griss tätig. Bei der Nationalratswahl am 15. Oktober 2017 kandidierte sie auf der Liste Peter Pilz – auf Platz 2 des Landeswahlkreises Steiermark, direkt hinter dem gebürtigen Steirer Peter Pilz. Die Liste konnte bei der Wahl ein Mandat in der Steiermark erringen. Nach dem Verzicht des Listengründers übernahm sie das Mandat.
Als Peter Pilz im Mai 2018 wieder in den Nationalrat zurückkehren wollte, wurden Martha Bißmann für den Verzicht auf ihr Mandat weitgehende Zugeständnisse angeboten, etwa die Parteileitung und die Leitung der Partei-Akademie. Es kam schließlich zu keiner Einigung, da sich Bißmann gegen einen Mandatsverzicht entschied. Allerdings wurde gegen Peter Pilz Strafanzeige eingebracht, da der geplante Vorgang des Tausches eines Mandats gegen persönliche Vorteile aufgrund der Amtsträger-Funktion als Korruption beurteilt wird.
Am 7. Juni 2018 wurde in einer Pressekonferenz von Peter Pilz bekannt gegeben, dass Bißmann aus dem Parlamentsklub der Liste Pilz ausgeschlossen werden soll, da sich die Klubmitglieder nach den Ereignissen der letzten Tage und Wochen aufgrund Vertrauensverlustes eine weitere Zusammenarbeit mit Bißmann nicht vorstellen können. Nach einer Klubsitzung am 12. Juni 2018 war von einer „letzten Chance“ für Bißmann die Rede. Für einen Ausschluss war laut Statut der Liste ein einstimmiges Votum aller Abgeordneten notwendig. Am 13. Juni 2018 legte sie ihre Parteimitgliedschaft zurück, blieb aber im Parlamentsklub.
Am 19. Juli 2018 wurde Martha Bißmann einstimmig aus dem Parlamentsklub der Liste Pilz ausgeschlossen. Daniela Holzinger war abwesend. Als offizieller Ausschlussgrund seitens des Klubs der Liste Pilz wurde die Weitergabe sensibler interner Informationen an Dritte angegeben. Um welche Informationen es sich dabei handelt, wurde nicht öffentlich bekannt, da weder der Klub der Liste Pilz noch Martha Bißmann sich dazu äußerten. Anschließend war Bißmann „wilde Abgeordnete“. Nach der Nationalratswahl 2019 schied sie aus dem Nationalrat aus.
Im Jänner 2020 kündigt sie eine Kandidatur ohne Parteimitgliedschaft in Allianz mit der Liste SÖZ (Soziales Österreich der Zukunft) bei der Landtags- und Gemeinderatswahl in Wien 2020 an.

## Nachweise
1. ↑  Liste Pilz wirft Bißmann aus Klub. In: news.ORF.at. 19. Juli 2018 (orf.at [abgerufen am 19. Juli 2018]).
2. ↑  Liste Pilz hält Krisensitzung ab, Bißmann übernimmt Mandat. In: DiePresse.com. 4. November 2017, abgerufen am 6. November 2017.
3. ↑  ORF/Youtube.com: ZIB II Interview: Martha Bißmann zu den Liste Pilz Turbulenzen. 1. Juni 2018, abgerufen am 3. Dezember 2018.
4. ↑  PULS 4: Martha Bißmann im Talk mit Corinna Milborn. Archiviert vom Original (nicht mehr online verfügbar) am 3. Dezember 2018; abgerufen am 3. Dezember 2018 (englisch).  Info: Der Archivlink wurde automatisch eingesetzt und noch nicht geprüft. Bitte prüfe Original- und Archivlink gemäß Anleitung und entferne dann diesen Hinweis.
5. ↑  Liste Pilz: "Versuchter Mandatskauf": Anzeige gegen Peter Pilz. In: www.kleinezeitung.at. (kleinezeitung.at [abgerufen am 3. Dezember 2018]).
6. ↑  Anzeige gegen Peter Pilz. In: Die Presse. (diepresse.com [abgerufen am 3. Dezember 2018]).
7. ↑  Ida Metzger: Liste Pilz versinkt in Skandal-Strudel. 29. Mai 2018 (kurier.at [abgerufen am 30. Mai 2018]).
8. ↑  LP will Bißmann loswerden. In: news.ORF.at. 7. Juni 2018 (orf.at [abgerufen am 7. Juni 2018]).
9. ↑  orf.at: Liste Pilz: Bißmann nicht ausgeschlossen. Artikel vom 12. Juni 2018, abgerufen am 12. Juni 2018.
10. ↑  diepresse.com: Liste Pilz: Martha Bißmann verlässt Partei. Artikel vom 13. Juni 2018, abgerufen am 13. Juni 2018.
11. ↑  Liste Pilz wirft Bißmann aus Klub. In: news.ORF.at. 19. Juli 2018 (orf.at [abgerufen am 19. Juli 2018]).
12. ↑  Bißmann kündigt Kandidatur bei Wien-Wahl an. In: ORF.at. 21. Januar 2020, abgerufen am 22. Januar 2020.
13. ↑  Bernhard Ichner: Martha Bißmann kandidiert bei Wien-Wahl für Migrantenpartei. In: Kurier.at. 21. Januar 2020, abgerufen am 22. Januar 2020.

| Personendaten    | Personendaten                                 |
| ---------------- | --------------------------------------------- |
| NAME             | Bißmann, Martha                               |
| KURZBESCHREIBUNG | österreichische Unternehmerin und Politikerin |
| GEBURTSDATUM     | 23. März 1980                                 |
| GEBURTSORT       | Graz                                          |